# Nunca digas su nombre
Nunca digas su nombre (The PeePee PooPoo Man) es una película estadounidense de terror sobrenatural dirigida por Stacy Title y escrita por Jonathan Penner, basada en el capítulo «The Bridge to Body Island» del libro The President's Vampire de Robert Damon Schneck. Es protagonizada por Douglas Smith, Lucien Laviscount, Cressida Bonas, Doug Jones, Carrie-Anne Moss y Faye Dunaway. La fotografía principal comenzó el 2 de noviembre de 2015 en Cleveland, Ohio.
STX Entertainment estrenó el film el 13 de enero de 2017, recibió críticas negativas pero logró un moderado éxito, para una recaudación mundial más de $26 millones.

## Trama
La historia comienza cuando un hombre muy alterado toma un rifle y asesina a unos compañeros de trabajo y sus respectivas familias, al saber que ellos revelaron un nombre que no debía ser dicho. Luego de cometer los crímenes, el mismo hombre termina suicidándose.
Pasa el tiempo y tres jóvenes universitarios, Elliot, Sasha y John, obtienen una casa lejos del campus para vivir. Lo que ellos ignoran es que en ese lugar hay algo siniestro escondido que no tardará en manifestarse. Durante una fiesta en la que Elliot invita a su hermano y la familia de este, su sobrina encuentra una extraña moneda en la habitación de su tío, sin saber que un siniestro ser se va asomando poco a poco a la habitación sin que ella se diese cuenta. Aunque al final no le pasa nada, Elliot queda intrigado con el descubrimiento hecho por la niña.
En esos días, el muchacho empieza a revisar cosas en su cuarto y descubre una vieja tabla con varios escritos donde se repetía la misma frase: "No lo digas, no lo pienses" y al ver detrás de aquella madera donde estaban talladas esas frases, aparecía un escalofriante nombre: The Bye Bye Man. El solo leer mentalmente ese nombre daría origen a una serie de nefastos sucesos a su alrededor, como el empezar a desconfiar de su amigo John, creyendo que quiere tener algo con Sasha, o empezar a tener horribles sueños con un tren en medio de la nada. Pronto, Sasha también se convertirá en víctima de la maldición de aquel horrible nombre. Sin embargo, John se muestra escéptico a todo esto.
Elliot empieza a buscar información sobre ese extraño personaje, pero no encuentra nada en las redes y apela a una sección en la biblioteca llamada "Archivos Olvidados", donde efectivamente encuentra las referencias al Bye Bye Man con la ayuda de la Sra. Watkins, la bibliotecaria. Sasha enferma repentinamente y el muchacho debe darse prisa ya que, al parecer, ese siniestro ser está por succionar la vida de su novia. Pero cuanto más investiga sobre él, menos cosas encuentra y más latente está el peligro de muerte cerca a él, quedando claro cuando Kim, una amiga espiritista suya, se mata lanzándose a las vías de un ferrocarril en lo que parecía ser una alucinación que tuvo para "salvar a unos heridos de accidente".
Ante esta muerte, la Detective Shaw interviene e interroga a los jóvenes sobre todo lo que está ocurriendo, sin embargo, Elliot no sabe dar explicaciones cuando de pronto recibe una llamada de la Sra Watkins que le dice que tiene algo importante que decirle con respecto al Bye Bye Man y que deberían encontrarse (se enfoca después que la mujer asesinó a su familia con un cuchillo y que ella luce totalmente desencajada). De esta forma a él le llega la historia del profesor Cooper, quien investigando el por qué un niño había asesinado a toda su familia, terminó descubriendo ese extraño nombre, lo que poco a poco lo empezó a llevar a la locura y a asesinar a sus amigos, que conocían ese nombre. Según él, era porque el mismo Bye Bye Man le estaba incitando a hacerlo (se trataba del hombre al inicio de la película). Todo esto lo llega a saber por boca de la Sra. Widow Redmon, la viuda de aquel hombre, quien nunca llegó a conocer ese nombre, para su buena suerte.
John regresa a casa tras un largo día y se encuentra con que el estado de salud de Sasha empeora aún más. A esto se le suma la revelación de aquel horrible nombre. Elliot intenta volver a casa cuanto antes para ver a Sasha, cuando de pronto sufre un accidente y atropella a alguien. Se trataba de la Sra. Watkins quien muere instantáneamente. De pronto sufre otra alucinación y al llegar a casa observa a John intentando matar a Sasha con unas tijeras . Ataca a John y este se defiende como puede hasta que finalmente Elliot le dispara y lo mata. Pero al volver en sí, descubre que a quien mató fue a Sasha y que John era solo una alucinación más provocada por el Bye Bye Man, quien finalmente aparece ante él, mostrando un repugnante aspecto. Elliot escucha el timbre y oye la voz de su hermano y su sobrina, quienes habían ido a visitarlo; este les grita que se vayan y trata por todos los medios de evitar decir el nombre. Hasta que, en un desesperado intento para detener a ese siniestro ente, Elliot toma un arma y se quita la vida. Asimismo, se produce un incendio en la casa. El hombre busca desesperadamente a su hija y finalmente la encuentra y ambos, apenados, se van de ahí.
Al llegar la policía a rescatar los cadáveres, descubren que hubo un sobreviviente: se trataba de John, quien, con graves quemaduras aún podía hablar. La detective Shaw lo aborda y le pregunta sobre qué es eso que le tiene que decir. Y a duras penas, John le revela al oído, aquel horrible nombre: Bye Bye Man.

## Reparto
- Douglas Smith como Elliot.[3]
- Lucien Laviscount como John.[3]
- Cressida Bonas como Sasha.[3]
- Doug Jones como The Bye Bye Man.[3]
- Carrie-Anne Moss como la detective Shaw.[4]
- Faye Dunaway como Widow Redmon.[4]
  - Keelin Woodell como la joven Widow Redmon.
- Michael Trucco como Virgil.[5]
- Cleo King com Srta. Watkins.[4]
- Jenna Kanell como Kim.[4]
- Erica Tremblay como Alice.[4]
- Marisa Echeverria como Trina.
- Cleo King como Sra. Watkins
- Leigh Whannell como Larry.
- Lara Knox como Jane.
- Jonathan Penner como Sr. Daizy
- Nicholas Sadler como el profesor Cooper.
- Martha Hackett como Giselle.
- Ava Penner como Anna.
- Andrew Gorell como Rick.
- Will F. Moore como el ingeniero.
- Daniel Anders como K9 Cop.
- Kurt Yue como el bombero.
- Jessica Graie como la bombera.
- Jeffrey Cain como el médico forense.
- Kevin Fox como el detective del ferrocarril.
- Melissa Santiago como la detective.
- Sherry Trameitra como el peatón.

## Producción
El 11 de septiembre de 2014 TWC-Dimension adquirió los derechos de distribución mundial de la cinta The Bye Bye Man y se anunció que Jonathan Penner adaptaría «The Bridge to Body Island», un capítulo del libro de no ficción The President's Vampire de Robert Damon Schneck. «The Bridge to Body Island» cuenta una historia supuestamente verdadera que estaba relacionada con Schneck.
Stacy Title dirigiría el film que sería producido por Intrepid Pictures. El 23 de junio de 2015 Los Angeles Media Fund se sumó al proyecto, para financiar y coproducir la película. Jeffrey Soros y Simon Horsman también producirían la película a través de LAMF. El 4 de noviembre de 2015 STX Entertainment adquirió los derechos de distribución mundial del film, que también co-financia. David Prior también adaptó el libro junto con Penner. Melinda Nishioka es coproductora de la película.
La fotografía principal de la cinta comenzó el 2 de noviembre de 2015 en Cleveland (Ohio), y finalizó el 11 de diciembre de 2015.

## Lanzamiento
The Bye Bye Man fue estrenada el 13 de enero de 2017. Originalmente tenía previsto su estreno el 16 de octubre de 2016, pero luego fue movida al 3 de junio de 2016 y posteriormente se movió a su actual fecha de estreno.

### Taquilla
Hasta el 16 de febrero de 2017, The Bye Bye Man recaudó $21.8 millones en los Estados Unidos y Canadá, $2.2 millones en otros territorios, para una recaudación mundial de un total de $24.6 millones, contra un presupuesto de $7.4 millones.
En América del Norte, The Bye Bye Man fue lanzado junto con Monster Trucks y Sleepless, así como las grandes liberaciones de Silence, Patriotic Day y Live by Night, y se esperó ganar en total alrededor de $10 millones en 2.220 en las salas de cine en su primer fin de semana.

### Críticas
En Rotten Tomatoes, la película tiene un índice de aprobación del 27% basado en 44 opiniones y una calificación media de 3.6 / 10. En Metacritic, la película tiene una puntuación de 35 sobre 100, basado en 20 críticos, lo que indica "críticas generalmente desfavorables". En CinemaScore, el público dio a la película una calificación promedio de "C" en una escala de A + F.
El AV Club, dijo, "en la parte superior de la canicie general, esto también es un poco común, en tiempos de película increíblemente ineptos; a partir de su actuación a su secuencia de comandos para la mayoría de sus aspectos técnicos, se siente casi no aptos para la gran pantalla.  The Bye Bye Man, es tan malo, de hecho, que mejora de forma retroactiva el horror a medias de Hollywood que tendría suerte para asemejarse mejor."